# Umbral (percepción)
Para otros usos, véase Umbral (desambiguación)
El umbral es la cantidad mínima de señal que ha de estar presente para ser registrada por un sistema. Por ejemplo, la mínima cantidad de luz que puede detectar el ojo humano en la oscuridad. El umbral es la base de la exploración psicofísica de las sensibilidades (táctil, olfatoria, visual o auditiva), la cual se puede medir como: «Sensibilidad = 1/Umbral».
Para la determinación práctica del umbral se considera un 50 % de probabilidades. Es decir, «umbral» es la menor cantidad de estímulo que tiene un 50 % de probabilidades de ser detectado. Hay dos concepciones del umbral: fechneriano y no fechneriano. 
El punto en que un estímulo ocasiona una transmisión de un impulso nervioso, se denomina umbral. Esta última explicación se conoce como «la ley del todo o nada».